# Ephippion guttifer
Ephippion guttifer е вид лъчеперка от семейство Tetraodontidae. Видът не е застрашен от изчезване.

## Разпространение и местообитание
Разпространен е в Алжир, Ангола, Бенин, Габон, Гамбия, Гана, Гвинея, Гвинея-Бисау, Гибралтар, Демократична република Конго, Екваториална Гвинея, Западна Сахара, Испания (Канарски острови), Камерун, Либерия, Мавритания, Мароко, Нигерия, Сенегал, Сиера Леоне, Того и Франция.
Обитава крайбрежията на полусолени водоеми, океани и морета. Среща се на дълбочина около 10 m.

## Описание
На дължина достигат до 80 cm, а теглото им е максимум 4300 g.